# Свои собаки грызутся, чужая не приставай
«Свои собаки грызутся, чужая не приставай» — пьеса («картины московской жизни») Александра Островского. Является второй частью трилогии о Бальзаминове (после пьесы «Праздничный сон — до обеда»). Написана в 1861 году.
Впервые опубликована в журнале «Библиотека для чтения», 1861, No 3.
В пьесе образ Бальзаминова дополнен новыми чертами, например, показано его пристрастие к старомодным «чувствительным» виршам и «жестоким» романсам.

## Сюжет
Молодой чиновник Михайло Бальзаминов искал богатую невесту и познакомился с вдовой Анфисой Антрыгиной. Вскоре выяснилось, что Антрыгина имела жениха по имени Павлин Устрашимов и завела интригу с Бальзаминовым из ревности, так как однажды увидела какого-то человека с девушкой и перепутала его с Устрашимовым. В итоге она не без помощи своей подруги Пионовой помирилась с ним, а Бальзаминов вновь остался ни с чем.

## Действующие лица
- Павла Петровна Бальзаминова, вдова.
- Михайло Дмитрич Бальзаминов, сын её.
- Акулина Гавриловна Красавина, сваха.
- Матрёна, кухарка.
- Павлин Иваныч Устрашимов, сослуживец Бальзаминова. Брюнет, большого роста, лицом мрачен и рябоват.
- Анфиса Даниловна Антрыгина, вдова, 30-ти лет.
- Анна Прокловна Пионова, её знакомая, 25-ти лет.
- Маша, горничная Антрыгиной.

## Восприятие
Новая пьеса была враждебно встречена многими критиками, обвинена в «скудости содержания».

## Постановки
Первые представления пьесы состоялись почти одновременно в Москве и Петербурге. В Малом театре она шла 27 октября (8 ноября) 1861 года, в бенефис С. П. Акимовой. В Александрийском театре премьера была 3 ноября 1861 года, в бенефис Линской.
В 1964 году Константином Воиновым был снят фильм «Женитьба Бальзаминова», рассказывающий о сватовстве главного героя к Капочке Ничкиной (сюжет первой пьесы), ухаживании за Раисой Пежёновой и женитьбе на купчихе Белотеловой (сюжет третьей пьесы). Из второй пьесы были экранизированы только отдельные эпизоды: сюжетная линия со сватовством Бальзаминова к Антрыгиной в фильме отсутствует. В ролях: Бальзаминов — Георгий Вицин, Бальзаминова — Людмила Шагалова, Красавина — Лидия Смирнова, Матрёна — Екатерина Савинова.